# Gustav Adolf de Grahl
Gustav Adolf de Grahl (* 28. Juli 1793 in Bremen; † 22. Januar 1858 in Hamburg) war ein Hamburger Arzt, Schriftsteller und Komponist.

## Leben
Nach seinem Medizinstudium wurde de Grahl 1812 als Chirurg in die Napoleonische Armee einberufen und  erhielt 1813 das Ritterkreuz der Ehrenlegion. 1815 trat er in die „Gardes Du Corps“ ein, diente König Ludwig XVIII. als Leibarzt und wurde mit dem Lilienorden und später mit der St.-Helena-Medaille ausgezeichnet. Gustav Adolf de Grahl war mit Laurette Rudolphine Grabau und später mit Johanna Katharina Margaretha Otto verheiratet. 
Gustav Adolf de Grahl promovierte 1819 in Berlin und ließ sich 1822 als praktischer Arzt in Hamburg nieder. Er wurde in den folgenden Jahren unter anderem von der Großfürstin Helena von Russland, vom Herzog Gustav von Mecklenburg und dem belgischen König konsultiert.
Neben seinem ärztlichen Wirken veröffentlichte de Grahl eine Vielzahl von Schriften und Kompositionen. Zu seinen bekanntesten Werken zählen die Denkschrift „Zur Emanzipation der Juden“ und die Dramen „Der Wahn über das Dasein“ und „König und Räuber“.
1847 erwarb er ein Gut bei Gelting, das auf Vorschlag des dänischen Königs Frederik VII., häufiger Jagdgast, Grahlenstein genannt wurde und ca. 10 Jahre im Besitz der Familie blieb. Nach seinem Tod 1858 wurde de Grahl auf dem Friedhof der Christianskirche in Altona beigesetzt.